# 清潔蝦

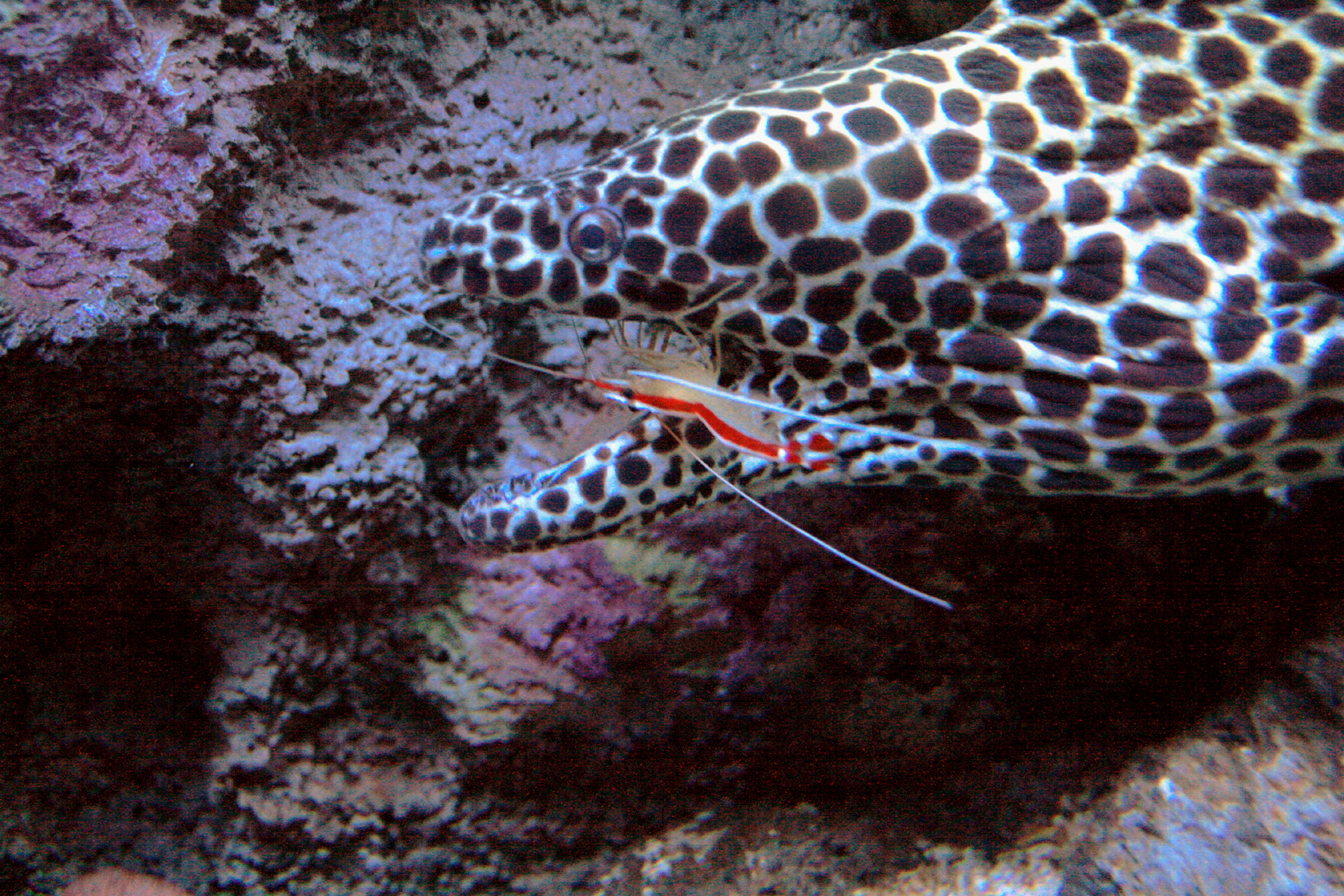
一隻太平洋清潔蝦正在清理一條海鱔的口部

清潔蝦泛指清理其他海洋動物身上的寄生蟲的游泳十足目生物，牠們不一定是蝦，只是其形態類似。就共生來說，這是一種常被引用的例子，這種關係使得雙方都各得其利──魚可以擺脫寄生蟲，而清潔蝦有寄生蟲可以吃。清潔蝦通常會聚集在一些特定的珊瑚礁上。
清潔蝦的這種潔淨行為，跟清潔魚很類似，牠們有時甚至會結聯一些隆頭魚科的物種，一起去為其他物質清潔。
清潔蝦在分類學上，大致可被分入下列三個不同的分類元裡，有：
- 長臂蝦科（Palaemonidae）：如Periclimenes yucatanicus和Periclimenes magnificus
- 藻蝦科（Hippolytidae）：特別是鞭腕蝦屬物種
- 蝟蝦下目（Stenopodidae）

蝟蝦下目的物種其實與龍蝦和蟹更為接近。